# Benavente (Hormigueros)
Benavente es un barrio ubicado en el municipio de Hormigueros en el estado libre asociado de Puerto Rico. En el Censo de 2010 tenía una población de 40 habitantes y una densidad poblacional de 4,41 personas por km².

## Geografía
Según la Oficina del Censo de los Estados Unidos, Benavente tiene una superficie total de 9.07 km², que corresponden a tierra firme.

## Demografía
Según el censo de 2010, había 40 personas residiendo en Benavente. La densidad de población era de 4,41 hab./km². De los 40 habitantes, Benavente estaba compuesto por el 82.5% blancos, el 2.5% eran afroamericanos, el 10% eran de otras razas y el 5% pertenecían a dos o más razas. Del total de la población el 100% eran hispanos o latinos de cualquier raza.